# Blatné Revištia
Blatné Revištia (Hongaars: Sárosrőcse) is een Slowaakse gemeente in de regio Košice, en maakt deel uit van het district Sobrance.
Blatné Revištia telt 220 inwoners.